# ترامبد!
ترمبد! (بالإنجليزية: Trumped!) كان برنامج برنامجًا إذاعيًا يوميًا أمريكيًا استضافه رجل الأعمال الأمريكي دونالد ترمب. واستمر البرنامج من عام 2004 إلى عام 2008.

## التاريخ
اتصل دونالد ترمب بشركة إنفينيتي للبث وأي هارت ميديا، وكلاهما كان مهتمًا بتقديم برنامج إذاعي له. اختار ترمب قناة كلير، لتقديم برنامج مدته 90 ثانية. تم الإعلان عن ترمبد! في 29 أبريل 2004. كان من المقرر أن يعرض البرنامج ترمب وهو يناقش المسائل الاقتصادية والسياسية والثقافية الشعبية. كان من المقرر أن تستمر تعليقات ترمب من 60 إلى 90 ثانية، وستُذاع في الصباح. ستعرض مقاطع الجمعة ترمب وهو يناقش قراره بطرد كل متسابق في الحلقة الجديدة من برنامج ذا أبرينتايس 2 في الليلة السابقة. قبل إطلاق البرنامج، وقعت شركة مكتب المستودع على رعاية البرنامج كجزء من صفقة يقرأ فيها ترمب إعلانات الشركة على الهواء.
بدأ بث برنامج ترمبد! في عيد ميلاد ترمب الثامن والخمسين: 14 يونيو 2004. حقق البرنامج أكبر إطلاق في تاريخ الراديو، حيث تم عرضه لأول مرة على 320 قناة كلير. استضاف ترمب البرنامج من مكتبه في نيويورك. في البرنامج، عبر ترمب عن آرائه حول الأحداث الجارية والحياة والرياضة والترفيه والمالية والاقتصاد والأعمال والعقارات والسياسة. أعطت إحدى الصحف في أكتوبر 2004 مدة دقيقتين للبرنامج.
اعتبارًا من فبراير 2006، تم بث برنامج ترمبد! على ما يقرب من 400 قناة كلير. ظهر ترمب في البرنامج ما يقرب من 1000 مرة قبل أن ينتهي في عام 2008.

## وصلات خارجية
- الموقع الرسمي، تم أرشفته عبر واي باك مشين (بالإنجليزية)